# 남분지고택
남분지고택(南賁趾古宅)은 경상북도 안동시 남선면 원림1리에 있다. 2010년 3월 12일 안동시의 문화유산 제35호로 지정되었다.